# قائمة مدارس الطب البيطري
قائمة مدارس الطب البيطري (بالإنجليزية: List of schools of veterinary medicine)‏ وتضم القائمة مدارس الطب البيطري في جميع أنحاء العالم حسب البلد.

## الجزائر
- المدرسة الوطنية العليا للطب البيطري[1]

## أستراليا
- مدرسة العلوم الحيوانية والبيطرية جامعة تشارلز ستورت[2]
- كلية الصحة العامة والعلوم الطبية والبيطرية جامعة جيمس كوك[3]
- مدرسة البيطرة وعلوم الحياة جامعة مردوخ[4]
- مدرسة العلوم البيطرية جامعة أديلايد[5]
- كلية العلوم البيطرية جامعة ملبورن[6]
- كلية العلوم البيطرية جامعة كوينزلاند[7]
- كلية العلوم البيطرية جامعة سيدني[8]

## كندا
- كلية الطب البيطري جامعة كالغاري[9]
- كلية أونتاريو البيطرية جامعة غويلف[10]
- كلية الطب البيطري جامعة مونتريال[11]
- كلية الطب البيطري الأطلسية جامعة جزيرة الأمير إدوارد[12]
- الكلية الغربية للطب البيطري جامعة ساسكاتشوان[13]

## فرنسا
- المدرسة الوطنية للبيطرة والفلاحة الغذائية والتغذية بنانت الأطلسي (المدرسة الوطنية للبيطرة بنانت سابقاً)
- المدرسة الوطنية للبيطرة بليون

## مصر
- كلية الطب البيطري جامعة الإسكندرية[14]
- كلية الطب البيطري جامعة الزقازيق[15]
- كلية الطب البيطري جامعة القاهرة[16]
- كلية الطب البيطري جامعة كفر الشيخ[17]

## العراق
- كلية الطب البيطري جامعة بغداد
- كلية الطب البيطري جامعة البصرة